# Nothoscordum pachyrhizum
Nothoscordum pachyrhizum är en amaryllisväxtart som beskrevs av Pierfelice Ravenna. Nothoscordum pachyrhizum ingår i släktet vaniljlökar, och familjen amaryllisväxter. Inga underarter finns listade i Catalogue of Life.